# Tehelné pole (2019)
Il Tehelné pole (slovacco per "campo di mattoni"), noto anche come Národný futbalový štadión,  è un impianto sportivo situato a Bratislava, in Slovacchia. Lo stadio è usato principalmente per le gare casalinghe dello Slovan Bratislava. L'impianto ha una capienza di 22 500 posti a sedere e sostituisce il vecchio stadio, inaugurato nel 1939 e demolito nel 2013.

## Struttura
Sorge nel terzo distretto della capitale slovacca ed è dotato di un'area di sosta sotterranea per 996 auto. Altri posti auto sono offerti dalla Ondrej Nepela Arena, situata a 300 metri dallo stadio e dotata di 365 parcheggi, e dal Centro Polus, che ne offre 1 683.
Lo stadio è lungo 188 metri e largo 144 metri. L'altezza è di 24,5 metri. La facciata e la costruzione del tetto ad arco sui tre lati dello stadio possono essere illuminate con colori diversi. I sedili di plastica delle tribune presentano varie tonalità di blu. L'impianto è dotato di tecnologie di ultima generazione, quali una connessione Internet wireless. All'ingresso ci sono sistemi di tornelli elettronici. Con il sistema di videosorveglianza è possibile controllare l'intero stadio. Dotato di studi per le trasmissioni TV, presenta logge, una sala, un negozio di merchandising per i tifosi dello Slovan e un parcheggio sotterraneo con 996 posti auto. In caso di emergenza, lo stadio completamente occupato può essere evacuato in cinque minuti.

## Storia
Dopo la demolizione del vecchio stadio, il Tehelné pole, conclusasi nell'ottobre 2013, i lavori di costruzione del nuovo stadio partirono, a causa di una disputa legale, l'8 dicembre 2014. Il progetto ha previsto, oltre all'edificazione del nuovo impianto, anche la costruzione di un hotel, di appartamenti, uffici e di un centro commerciale. La fine dei lavori fu indicata nella data del 31 dicembre 2017.
All'inizio di settembre 2016 fu reso noto che i lavori da circa 50 milioni di euro sarebbero iniziati nelle settimane seguenti. Per la costruzione era prevista una durata di un anno e mezzo (76 settimane). La fine dei lavori era stata prevista per l'estate del 2018.
A metà del 2018 la costruzione era ben avviata. Erano stati costruiti i due anelli delle tribune a due piani realizzati con parti in calcestruzzo e la struttura del tetto in acciaio portante era stata in gran parte installata. Un angolo dello stadio vicino alla tribuna era stato lasciato scoperto. Era stata costruita una torre, che è oggi utilizzata come sede di un hotel. Un simile concetto di stadio con una torre è stato implementato alla Arena CSKA di Mosca. Il completamento dei lavori era stato previsto per la fine del 2018. Il nuovo edificio è costato 75,2 milioni di euro.
Il 16 gennaio 2019 si è svolta la prima partita nello stadio, l'amichevole tra Slovan Bratislava e Sigma Olomouc, vinta dai cechi per 3-2. Il 3 marzo 2019 si è tenuta la prima partita ufficiale nello stadio, quella tra Slovan e Spartak Trnava, valida per la 21ª giornata del campionato slovacco e conclusasi con la vittoria dei padroni di casa per 2-0, con doppietta di Andraž Šporar.